# 米萊夫斯科

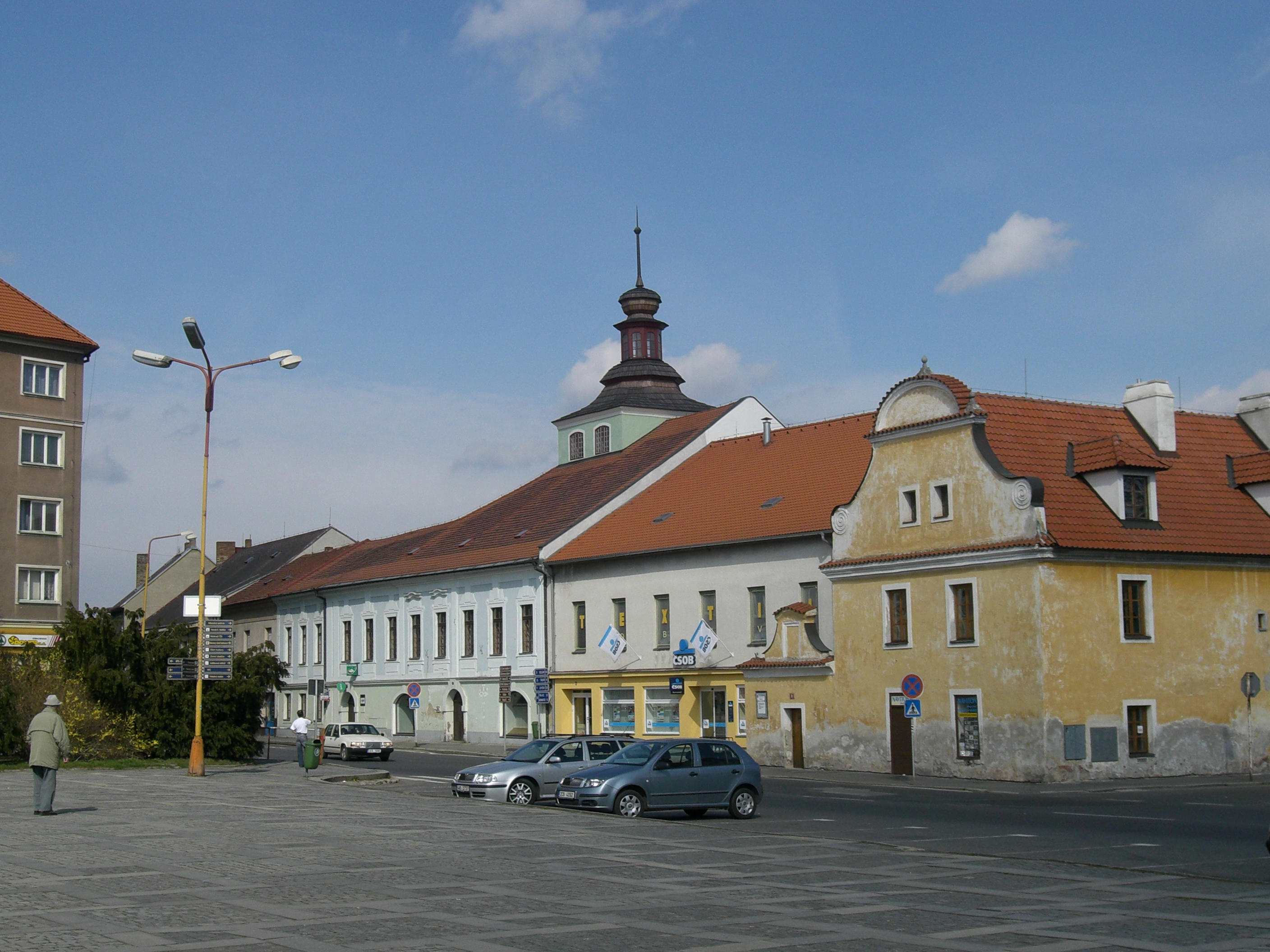

米萊夫斯科是捷克的城鎮，位於該國西部，距離皮塞克25公里，由南波希米亞州負責管轄，面積42.49平方公里，海拔高度461米，該地區自舊石器時代有人類居住，2005年人口9,271。

## 友好城市
- 瑞士 明興布赫塞[2]

## 外部連結
- Official website （页面存档备份，存于）